# Mollens VD
| VD ist das Kürzel für den Kanton Waadt in der Schweiz. Es wird verwendet, um Verwechslungen mit anderen Einträgen des Namens Mollens zu vermeiden. |

Mollens ist eine politische Gemeinde im Distrikt Morges des Kantons Waadt in der Schweiz.

## Geographie
Mollens liegt auf 742 m ü. M., 13 km nordwestlich der Bezirkshauptstadt Morges (Luftlinie). Das Haufendorf erstreckt sich am unteren Jurasüdhang am Fuss des Mont Tendre.
Die Fläche des 11,0 km² grossen Gemeindegebiets umfasst einen Abschnitt der westlichen Randzone des Waadtländer Mittellandes und des Waadtländer Juras. Der östliche Gemeindeteil liegt im Bereich des Jurafussplateaus und wird vom Bachlauf des Veyron begrenzt. Nach Westen erstreckt sich der Gemeindeboden über den dicht bewaldeten Steilhang (Côte de Mollens) der vordersten Jurakette bis auf die Antiklinale des Mont Tendre. An dessen Westhang oberhalb der Jurahochweide Pré de Mollens wird mit 1600 m ü. M. der höchste Punkt von Mollens erreicht. Von der Gemeindefläche entfielen 1997 2 % auf Siedlungen, 50 % auf Wald und Gehölze, 47 % auf Landwirtschaft und etwas weniger als 1 % war unproduktives Land.
Zu Mollens gehören einige Einzelhöfe. Nachbargemeinden von Mollens sind Montricher, Hautemorges, Ballens und Berolle.

## Bevölkerung
Mit 322 Einwohnern (Stand 31. Dezember 2023) gehört Mollens zu den kleinen Gemeinden des Kantons Waadt. Von den Bewohnern sind 93,8 % französischsprachig, 4,0 % deutschsprachig und 1,1 % italienischsprachig (Stand 2000). Die Bevölkerungszahl von Mollens belief sich 1900 noch auf 481 Einwohner. Nachdem die Bevölkerung bis 1990 auf 214 Einwohner abgenommen hatte, wurde seither wieder eine Bevölkerungszunahme verzeichnet.

## Wirtschaft
Mollens war bis in die zweite Hälfte des 20. Jahrhunderts ein vorwiegend durch die Landwirtschaft geprägtes Dorf. Während am Jurafuss der Ackerbau überwiegt, dominieren auf den Hochlagen die Viehzucht und die Milchwirtschaft. Aufgrund des grossen Waldanteils hat auch die Forstwirtschaft eine gewisse Bedeutung. Weitere Arbeitsplätze sind im lokalen Kleingewerbe und im Dienstleistungssektor vorhanden. In den letzten Jahrzehnten hat sich das Dorf zu einer Wohngemeinde entwickelt, weshalb viele Erwerbstätige auswärts ihrer Arbeit nachgehen.

## Verkehr
Die Gemeinde liegt an der Kantonsstrasse, die von Bière nach L’Isle führt. Durch den Postautokurs, der von L’Isle via Bière nach Gimel verkehrt, ist Mollens an das Netz des öffentlichen Verkehrs angebunden.

## Geschichte
Die erste urkundliche Erwähnung des Ortes erfolgte 1139 unter dem Namen Morlens, 1228 erschien die Bezeichnung Mollinges. Seit dem Mittelalter unterstand Mollens dem Kloster Romainmôtier. Die weltliche Herrschaft hatten jedoch die Herren von Mont-le-Grand (Mont-sur-Rolle) inne. Mit der Eroberung der Waadt durch Bern im Jahr 1536 kam Mollens unter die Verwaltung der Vogtei Morges und bildete darin ein eigenes Gericht. Am 5. April 1798 fielen zahlreiche Häuser und die Kirche einer Feuersbrunst zum Opfer. Nach dem Zusammenbruch des Ancien Régime gehörte Mollens von 1798 bis 1803 während der Helvetik zum Kanton Léman, der anschliessend mit der Inkraftsetzung der Mediationsverfassung im Kanton Waadt aufging. 1798 wurde es dem Bezirk Aubonne zugeteilt.

## Sehenswürdigkeiten
Der heutige Bau der Kirche von Mollens stammt von 1798. Das Château de Mollens, ein Herrensitz mit zwei rechtwinklig dazu stehenden Seitenflügeln, wurde 1791 in Anlehnung an das Schloss von L’Isle erbaut. Im Ortskern sind charakteristische Bauernhäuser aus dem 18. und 19. Jahrhundert erhalten.